# Sigaloseps ruficauda
Sigaloseps ruficauda là một loài thằn lằn trong họ Scincidae. Loài này được Sadlier & Bauer miêu tả khoa học đầu tiên năm 1999.